# Gerd Zewe
Gerd Zewe (Stennweiler, 13 giugno 1950) è un ex calciatore tedesco, di ruolo difensore.

## Palmarès

### Club

#### Competizioni regionali
- Regionalliga Südwest: 2

Borussia Neunkirchen: 1970-1971, 1971-1972

#### Competizioni nazionali
- Coppa di Germania: 2

F. Düsseldorf: 1978-1979, 1979-1980

#### Competizioni internazionali
- Coppa Piano Karl Rappan: 2

F. Düsseldorf: 1984, 1986